# 哈納塔湖
47°40′47″N 44°48′48″E / 47.6797°N 44.8133°E
哈納塔湖（俄语：Ханата），是俄羅斯的鹹水湖，位於該國西南部，由卡爾梅克共和國負責管轄，處於小傑爾別特區和薩爾帕區，長10公里、寬5公里，面積38平方公里。